# Bullimus luzonicus
Bullimus luzonicus — вид гризунів, перший із трьох, описаних у роду Bulllimus. Зустрічається тільки на Філіппінах (Лусон) на висотах від 200 до 2400 метрів. Вид був знайдений у низинних, а також у гірських первинних і вторинних лісах, включаючи відновлювані вирубані ліси, а також чагарникові вторинні ліси та змішане сільське господарство.

## Морфологічні особливості
Цей гризун великий і досягає довжини 234–267 мм без хвоста, довжина хвоста 190–233 мм, вага 350–520 г. Довжина задніх лап становить від 49 до 56 мм, а вуха — від 28 до 36 мм. Зверху вкрита темно-коричневим хутром, а знизу — сріблясто-сірим. Типовим є вузький голий хвіст, темний у передній частині та білий у останній третині чи чверті.

## Спосіб життя
Вид створює стежки у високій траві, витоптуючи рослини або відкушуючи траву. Яскравою ознакою їхньої присутності є розкидані стебла. Дієта складається в основному з частин рослин і, ймовірно, доповнюється дрібними тваринами. Екземпляри можуть бути активними вдень і вночі. Виводок зазвичай складається з двох дитинчат і зазвичай народжується до трьох нащадків.